# Pechengsky (huyện)
Huyện Pechengsky (tiếng Nga: ? райо́н) là một huyện hành chính tự quản (raion), của Tỉnh Murmansk, Nga. Huyện có diện tích 8833 km², dân số thời điểm ngày 1 tháng 1 năm 2000 là 44000 người. Trung tâm của huyện đóng ở Nikel'.